# البطولة الوطنية التونسية 1956–57
الدوري التونسي لكرة القدم 1956-1957 هو الموسم رقم 2 من الرابطة التونسية المحترفة الأولى لكرة القدم. أفضل 16 ناديا تونسيا يلعبون فيما بينهم ذهابا وإيابا.

فاز بهذا الموسم نادي الملعب التونسي، وجاء ثانيا النجم الرياضي الساحلي وثالثا الترجي الرياضي التونسي.